# Sitio de Sorata
El Sitio de Sorata fue un evento sucedido durante las rebeliones indígenas en el Alto Perú en 1781. El líder indígena Andrés Túpac Amaru asedió el pueblo de Sorata que era capital de la Provincia de Larecaja entre mayo y agosto hasta que logró entrar al poblado y destruirlo.

## Antecedentes
En 1780 se había rebelado en Perú el indígena Túpac Amaru II, que pretendía expulsar a las autoridades españolas y tomar el control de la región. Para esto tuvo el apoyo de miles de indígenas que lo siguieron y de varios familiares que fueron clave para que el movimiento llegue a diversos territorios entre el Virreinato del Perú y el Virreinato del Río de la Plata.
En abril de 1781 un ejército español logró derrotar a los rebeldes indígenas en el Perú, pero en el Alto Perú la lucha continuaba bajo el mando del líder aimara Túpac Katari. En la región al rededor del Lago Titicaca todavía los indígenas quechuas y aimaras controlaban grandes territorios y planeaban la destrucción de los poblados españoles, entre ellos Chucuito, Puno, La Paz y Sorata. 
Chucuito fue la primera en ser atacada, el Corregidor de la provincia Ramón de Moya y Villarreal realizó varios ataques contra los indígenas sublevados tratando de que éstos no se acerquen a su ciudad, pero los ataques no tuvieron el efecto deseado y Moya tuvo que retirarse a Puno para salvar su vida y la de sus hombre.
El Corregidor de Puno, Joaquín Antonio de Orellana, fue muy consciente de la situación y tenía una tropa entrenada desde enero de 1781. El 7 de febrero se animó a salir de la ciudad y enfrentar a los indígenas buscando alejarlos de la región, también escribió a las ciudades de Lampa, Azángaro, Carabaya y La Paz solicitando soldados que lo ayuden a resistir el ataque de los sublevados. En la región el líder indígena Andrés Ingaricona reunió a sus hombres y atacó Puno entre el 10 de marzo y el 9 de abril, la ciudad pudo resistir todo ese tiempo y cuando Diego Cristóbal Túpac Amaru intentó un nuevo ataque el 24 de mayo tampoco pudo tomar la ciudad. Un ejército español al mando de José del Valle ingresó a Puno el 26 de mayo logrando salvar la ciudad pero ordenó pronto abandonar la región al ser imposible mantenerla y se retiraron a Cuzco.

## Sitio de Sorata
El 25 de febrero de 1781, un grupo de indígenas dirigidos por Lucas Sesenarro atacaron el campamento minero de Suches en la Provincia de Larecaja. Esta noticia fue conocida en La Paz donde el comandante Sebastián de Segurola, reunió una tropa de 200 soldados, 2 compañías de caballería y 4 cañones de pedrero que puso al mando del coronel español José Pinedo y le ordenó encaminarse a Sorata donde se encontraría con más soldados, se el entregaron además al coronel Pinedo 8000 pesos para mantener a la tropa el 27 de febrero. El plan inicial mencionaba un ejército de 2000 soldados que rodearían el Lago Titicaca hasta llegar a Puno y derrotarían a los indígenas en el camino.  
Pinedo sale de la ciudad de La Paz el 2 de marzo y se dirige por la margen derecha del Lago Titicaca, evitando la ruta habitual de Desaguadero. Según el Oidor Francisco Tadeo Díez de Medina este camino lo eligió Pinedo para salvar sus haciendas que se encontraban en Larecaja pero en realidad fue una decisión que obedecía al mando militar de Segurola quien sabía que el camino habitual a Puno estaba totalmente controlado por los indígenas.
El 12 de marzo el Corregidor de la Provincia de Omasuyos, José Joaquín Tristán y Muzquia, se refugia en la ciudad de La Paz. Indica que el pueblo de Laja fue tomado por los indígenas fieles a Túpac Katari y que Tristán tuvo que dividir a sus fuerzas, la mayoría logró unirse a Pinedo que seguía con su marcha hacia Puno con 500 hombres mientras que un pequeño grupo de soldados acompañó a Tristán a refugiarse en La Paz.
Pinedo logró reunir más tropas al pasar por Sorata donde se le unió el comandante Manuel Santalla, hermano del Corregidor Gregorio Santalla, juntos dirigieron a su ejército derrotando a los indígenas y abriéndose paso hasta llegar a Huancané con un ejército de 2000 hombres. Sin embargo, no lograrían pasar de ese punto, tropas indígenas atacaron repetidamente desde Vilque Chico y la falta de comando por parte de Pinedo y Santalla provocó la derrota. Varios voluntarios de La Paz pidieron regresar a su ciudad, solicitud que fue aceptada por Pinedo, mientras que muchos otros desertaron del ejército.
El coronel Pinedo vio su situación comprometida, pues solamente le quedaban 700 soldados y se tenía la noticia de que un ejército indígena de 9000 hombres comandados por Lucas Sesenarro estaba en camino, Pinedo y Santalla decidieron retirarse hasta Quequerana y después a Sorata. Esta ciudad tenía fuertes defensas que había mandando a construir Segurola cuando era Corregidor de esa provincia. El 18 de marzo llegaron a La Paz los soldados que habían regresado desde Huancané e informaron de la derrota del ejército.
Sorata era defendida militarmente por el coronel Anastacio Suárez de Varela, éste había establecido 18 compañías de 40 hombres cada una y con el sueldo de dos reales diarios. A esta tropa se unieron los soldados de Pinedo y Santalla.
La tropa de soldados logró defender la región de Sorata durante un tiempo, los indígenas no podían tomar la ciudad y tampoco lograron sitiarla por los repetidos ataques que Pinedo realizaba contra los rebeldes. Esta situación se mantuvo hasta que llegó a la región Andrés Túpac Amaru quien tomó el mando de las fuerzas indígenas quechuas, le acompañaba Gregoria Apaza, hermana de Túpac Katari, y con quien mantenía una relación amorosa. Ambos indígenas se encargaron de organizar a sus fuerzas, con el apoyo de ingeniosos coroneles indígenas como Juan de Dios Mullupuraca, y poco a poco fueron acercando sus tropas a Sorata. 
El 4 de mayo el ejército indígena pudo por fin cercar la ciudad de Sorata, Andrés Túpac Amaru y José Pinedo concretaron varias reuniones para buscar una salida pacífica a la situación, Amaru proponía que todos los españoles, criollos y mestizos dejen la ciudad y les ofrecía llegar a salvo hasta La Paz, mientras que Pinedo ofrecía a Amaru rendir a su ejército a cambio de perdonarles la vida. Ninguna de las partes cedió hasta que en una última reunión en julio, Amaru arrestó al coronel Pinedo y al corregidor Santalla acusándolos de querer matarlo, los indígenas defendiendo a su líder se lanzaron sobre los cuerpos de los españoles y los asesinaron a cuchilladas.
Sorata quedaba al mando del comandante Manuel Santalla quien hizo lo posible para defender su posición y evitar la caída de la ciudad. El sitio se prolongó y los indígenas vieron que necesitaban más hombres para tomar la ciudad. Gregoria Apaza fue la encargada se reclutar más indígenas y se dirigió a Huarina en julio de 1781 de donde consiguió los refuerzos que necesitaban. Mientras tanto un grupo de sublevados había logrado crear una represa cortando el curso de las aguas que bajaban de la montaña Illampu.
El 5 de agosto la represa fue abierta y el agua que retenía llegó hasta Sorata, las defensas de piedra fueron destrozadas por la fuerza del agua y los defensores de la ciudad huían para salvar su vida y evitar ser arrastrados por la corriente. En cuanto las aguas bajaron Andrés Túpac Amaru ordenó atacar la ciudad que quedaba prácticamente indefensa, muchas casas fueron saqueadas e incendiadas, varios españoles y criollos fueron asesinados en las calles. 
Por la tarde ingresaron a la ciudad Andrés Túpac Amaru y Gregoria Apaza, llegaron a la plaza principal y juntos enjuiciaron y sentenciaron a todos los arrestados. Solamente se salvaron mujeres, niños y sacerdotes que se refugiaron en la iglesia.

## Consecuencias
La caída de Sorata fue una victoria completa para las fuerzas indígenas, la región quedaba en sus manos y la coordinación entre las fuerzas quechuas de Amaru y las fuerzas aimaras de Katari demostraba ser crucial para el éxito de la rebelión. Los líderes indígenas acordaron entregar las armas capturadas de Sorata a Túpac Katari que se encontraba planeando un nuevo ataque a la ciudad de La Paz.
Tanto Andrés Túpac Amaru como Túpac Katari mantendrían campamentos a las afueras de La Paz e intentarían conquistarla, mientras Gregoria Apaza sería el vínculo que uniría a ambos líderes. El 29 de septiembre Amaru deja a sus tropas y se retira a su cuartel en Azángaro, poco tiempo después llegarían tropas españolas que acabarían con la rebelión indígena y castigaría cruelmente a sus líderes.